# Pilar Cañada
Pilar Cañada Guerrero (Cedillo de la Torre, Segovia; 2 de octubre de 1929-Villaviciosa de Odón, Comunidad de Madrid, 12 de febrero de 2023) fue una presentadora de televisión española.

## Vida
Se trasladó muy joven a Madrid con su familia, y en 1961 ingresó en Televisión Española. En esta cadena, a lo largo de los '60 y '70, se consolidó como el rostro más emblemático de las conocidas como locutoras de continuidad, cuya función era la de avanzar a los telespectadores la programación prevista en su pantalla en las siguientes horas.
Además presentó también los espacios Escuela TV (1961-1963), Tele-club (1964-1967), junto con Antolín García, TVE es noticia (1967-1968), con José Luis Uribarri, Fin de semana (1969), Siempre en domingo (1972) con Juan Antonio Fernández Abajo y Revistero (1975-1976).
En cine, participó en la película El Padre Coplillas (1968), con Juanito Valderrama y Dolores Abril.